# Central European University
Die Central European University (CEU; ungarisch: Közép-európai Egyetem) oder deutsch Zentraleuropäische Universität ist eine im Jahr 1991 gegründete Privatuniversität mit Sitz in New York (USA), die lange in Budapest angesiedelt war und seit Juli 2019 mit einer Akkreditierung in Wien versehen ist. Die Universität war in den USA und in Ungarn akkreditiert und lizenziert, der Lehrbetrieb fand bis 2019 jedoch ausschließlich in Budapest statt. Englisch ist die offizielle Sprache an der Universität. Die CEU wurde 1991 von dem Hedgefonds-Manager, politischen Aktivisten und Philanthropen George Soros gegründet. 2010 hatte die CEU bereits ein Stiftungsvermögen von 880 Millionen US-Dollar.
Am 3. Dezember 2018 gab die CEU ihren Abzug aus Budapest bekannt. Michael Ignatieff, damals Rektor und Präsident der Hochschule, beklagte, die CEU sei politisch aus einem Land hinausgezwungen worden, das ein Verbündeter der USA ist. Zugleich gab die Universität bekannt, nach Wien zu übersiedeln. Am 30. September 2019 begann der Studienbetrieb in einem vorübergehend genutzten Gebäude in Wien-Favoriten, allerdings vorerst in einem Übergangsbetrieb, in dem der Großteil der Studierenden zumindest ein Trimester in Wien studierte und den Rest der Zeit in Budapest. Die Lehrenden pendelten zunächst.
Seit dem Studienjahr 2020/21 werden alle neu begonnenen Studienprogramme nur noch in Wien angeboten. Der Umzug vom provisorisch genutzten Gebäude in einen eigens für die CEU umgebauten Campus im 14. Wiener Bezirk soll bis 2025 abgeschlossen sein, die Universität behält den Standort Budapest allerdings für Forschungs- und Lehrtätigkeiten bei.
Man experimentiert mit neuen Master- und PhD-Programmen. Seit dem Studienjahr 2020/2021 werden zum ersten Mal auch Bachelor-Studiengänge angeboten, eine der Voraussetzungen dafür, dass die CEU im Juli 2019 als 16. österreichische Privatuniversität akkreditiert werden konnte und damit in Österreich anerkannte Abschlüsse vergeben darf. All diese Abschlüsse werden auch in den USA akkreditiert. Provost der CEU ist Liviu Matei (Stand März 2021).

## Selbstverständnis
Hauptziel der Universität war es ursprünglich, offene Gesellschaften in postkommunistischen Ländern zu fördern und den Wandel der Länder konstruktiv und aktiv zu begleiten und mitzugestalten. In den letzten zehn Jahren hat sich das Selbstverständnis der Universität zunehmend internationalisiert und auf globale Zusammenhänge erweitert. An der CEU studieren heute junge Menschen aus vielen Ländern.
Im Sommer 2011 wurde die CEU School of Public Policy gegründet.

## Geschichte
Gegründet wurde die CEU 1991 von einer Gruppe amerikanischer und zentraleuropäischer Intellektueller um den Investor George Soros. Soros hat der Universität als Förderer und Vorsitzender des Open Society Institute 420 Mio. Euro gespendet.
Begonnen mit zwei Standorten in Budapest (Ungarn) und Prag (Tschechien), musste die Universität auf Druck der damaligen tschechischen Regierung 1996 komplett nach Ungarn umziehen. Leiter der Wirtschaftsabteilung der Universität ist seit 1995 der Pole Jacek Rostowski, der von 2007 bis 2013 Finanzminister Polens war. Rektor von 2009 bis 2016 war der amerikanische Diplomat, Menschenrechtler und ehemalige Vizepräsident der Harvard-Universität John Shattuck.
Die CEU bietet Postgraduate-Programme (Master, PhD) in den Bereichen Geistes- und Sozialwissenschaften, Rechtswissenschaften, Umweltwissenschaften, Wirtschaft und Mathematik an.
Die wirtschaftswissenschaftliche Fakultät der CEU, die CEU Business School, wurde ebenfalls von Intellektuellen und Politikern um Soros 1988, zunächst unabhängig von der CEU, als International Management Center (IMC) in Prag gegründet. 2001 wurde sie Teil der CEU in Ungarn. 2017 wurde die Business School mit dem Volkswirtschafts-Department zum Department of Economics and Business fusioniert.

### Entwicklung seit 2017
Die rechtskonservative ungarische Regierung veränderte 2017 das Hochschulunterrichtsgesetz so, dass die CEU ab September 2017 die Lehre nur unter Bedingungen fortsetzen konnte. CEU-Rektor Michael Ignatieff bemühte sich, diese Änderung abzuwenden, und suchte den Dialog.
Am 9. April 2017 forderten 60.000 Demonstranten, darunter Studenten und Lehrkräfte, die „Wahrung der akademischen Freiheiten in Ungarn“. 900 Akademiker weltweit unterzeichneten den Protestbrief gegen den Versuch, die Universität des Orbán-Kritikers Soros aus Budapest zu vertreiben.
Die von der ungarischen Regierung vorgeschriebenen Auflagen wurden von der CEU erfüllt. Dies war zum einen die Auflage des Betriebs einer Universität im Herkunftsland, falls die Trägerschaft nicht in der EU ansässig sei, was durch die Partnerinstitution Bard College in New York erfüllt war. Zum anderen war ein zwischenstaatliches Abkommen vonnöten, welches für die Gültigkeit der Abschlüsse in den USA sorgte. Der Staat New York handelte ein solches Abkommen mit Ungarn aus. Die ungarische Regierung verweigerte aber dessen Ratifikation.
Im März 2018 wurde bekannt, dass das Areal des Wiener Otto-Wagner-Spitals neuer Standort der Central European University werden soll, da diese wegen des anhaltenden politischen Drucks von Budapest nach Wien übersiedelt. Der künftige Campus der CEU sollte ein Drittel des Areals belegen. Der Betrieb in Wien wurde im Herbst 2019 zunächst in der Quellenstraße im Wiener Gemeindebezirk Favoriten aufgenommen. Im März 2020 wurden die Pläne für den langfristigen Umzug der CEU auf das Otto-Wagner-Areal in Wien-Baumgarten nach mehr als zweijährigen Verhandlungen zwischen CEU und der Stadt Wien bestätigt. Im Juni 2022 wurde bekannt, dass die CEU nicht in das Otto-Wagner-Areal ziehen wird und stattdessen die Suche nach einem alternativen Standort in Wien weiter läuft.
Am 7. Mai 2019 vereinbarten die Technische Universität München (TUM) und die Central European University eine Kooperation, die eine Zusammenarbeit beider Universitäten vorsieht.
Im Oktober 2023 bezeichnete Russland die Universität als „unerwünschte“ Organisation.

## Austausch
Nach Deutschland hat die CEU unter anderem Kontakte durch die Universität der Bundeswehr München, Technische Universität Bergakademie Freiberg (Austausch und Doppeldiplom MBA und Diplom-Kaufmann), die WHU – Otto Beisheim School of Management (Austausch), die Humboldt-Universität zu Berlin und die Ludwig-Maximilians-Universität München (Austausch im Rahmen des Erasmus-Programms).

## Kritik
Der Soziologe und Politikwissenschaftler am CNRS Nicolas Guilhot kritisierte, dass Soros’ philanthropische Aktivitäten wie insbesondere die Central European University Bestandteil einer Strategie der Erzeugung „politischen Wissens“ seien, die von den Interessen ihrer finanzindustriellen Förderer bestimmt seien. Die Hochschule versuche nicht, die Auswirkungen von Exzessen der wirtschaftlichen Globalisierung zu erforschen, sondern ein eigenes regulatorisches System zu entwickeln, um die Globalisierung fest zu institutionalisieren.
Eine in Kooperation mit der Universität Wien geplante Veranstaltungsreihe mit dem Titel „Teach-In: Against the Present: Past and Future Perspectives on Palestine“ aus Anlass des Terrorangriff der Hamas, wurde von der Universität Wien abgesagt. Zur Begründung führte die Uni Wien aus, dass die Veranstaltung nicht mit ihren Zielen im Einklang stünde und die Auswahl der Vortragenden nicht ausgewogen sei; insbesondere die Teilnahme von Mitgliedern der BDS-Kampagne sei ein Grund für die Absage gewesen, da diese in der Vergangenheit mehrfach mit Antisemitismus in Zusammenhang gebracht wurde. Die Veranstaltung fand an der CEU dennoch statt. Eine Lehrveranstaltung an der CEU mit dem Titel „CEU Talks: Hamas’ 7 October Attack, Terrorism Strategy and State-building“ wurde trotz Anwesenheit der Rektorin Shalini Randeria von Studierenden massiv gestört. Die Jüdischen österreichische Hochschüler:innen sowie die Europäische Union jüdischer Studierender warfen der CEU in einer Presseaussendung vor, dass die CEU die Gefährdung jüdischer Studierender ignoriere und die Rektorin einen Gesprächstermin verweigere. Zudem habe das für Antidiskriminierung zuständige Disziplinarkomitee der Universität Beschwerden über antisemitische Vorfälle mit dem Verweis auf „Meinungsfreiheit“ abgewiesen und den namentlich unterzeichneten Brief trotz der dringenden Bitte, dies nicht zu tun, an eine Studierendenvertreterin weitergeleitet, was eine massive Gefährdung dieser Studierenden bedeute.
Die CEU teilt diese Ansicht nicht und hat eine Erklärung veröffentlicht, in der sie klarstellt, dass die Universität weder Antisemitismus noch alle Formen von Hassrede oder jegliche Form von Belästigung oder Diskriminierung dulde. In der Erklärung wird klargestellt, dass die Universität über Prozesse verfüge, die sicherstellten, dass ihre Studierenden Vorfälle von Antisemitismus sowie alle anderen Formen von ethnischer oder religiöser Hassrede melden könnten, die von den internen Verfahren der Universität im Rahmen des im Ethikkodex der CEU festgelegten Parameter behandelt würden. Der Gründungsauftrag der CEU zur Verteidigung offener Gesellschaften verpflichte sie, die kritische Diskussion und die Freiheit, konkurrierende Ideen zu hinterfragen, zu schützen. Diese akademische Freiheit schließe die Freiheit zum respektvollen Widerspruch ein sowie kontroverse Ideen innerhalb der Grenzen von Rechtmäßigkeit und Höflichkeit darzulegen.